# Klever Tor (Wesel)

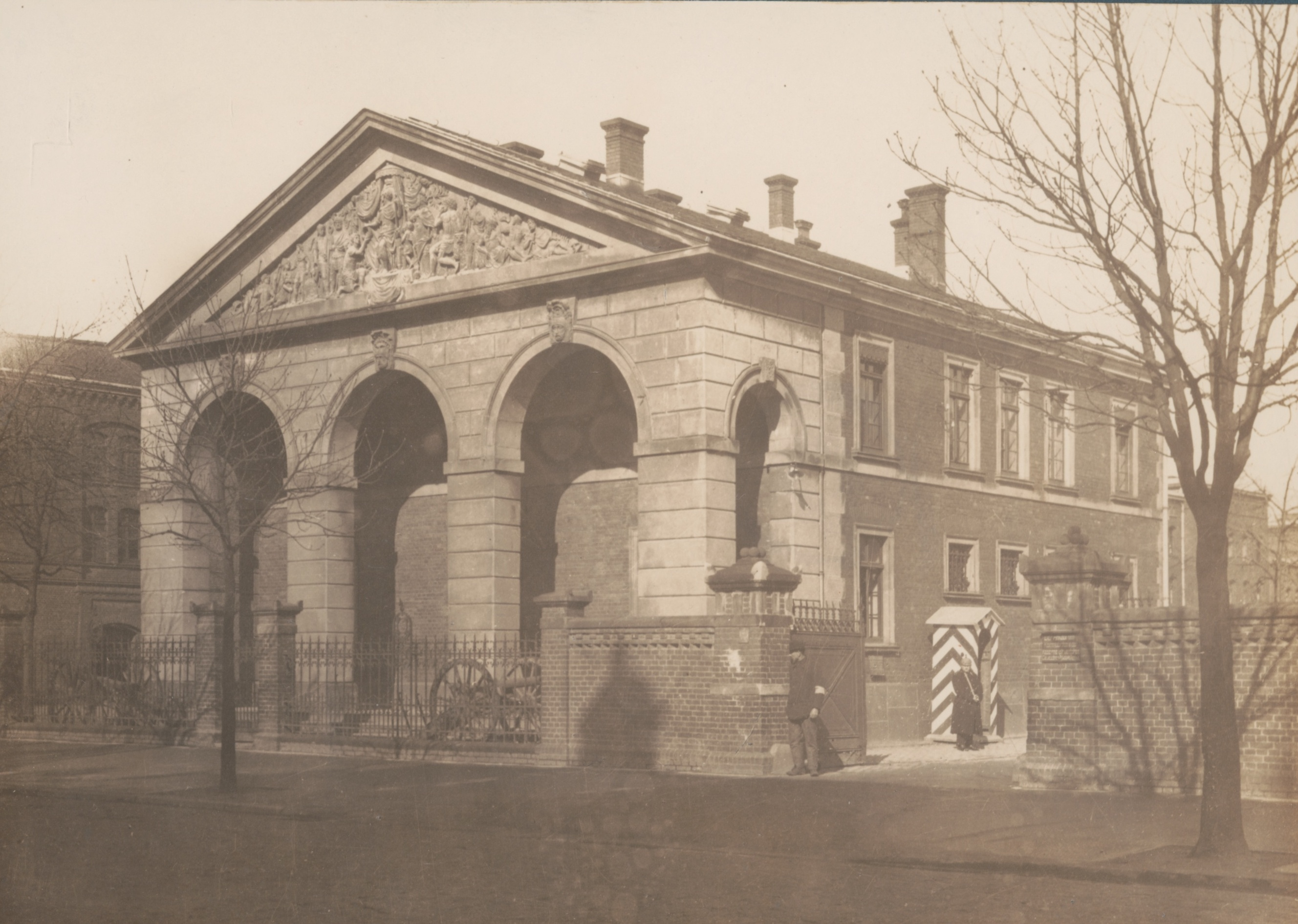
Klever Tor, 1915

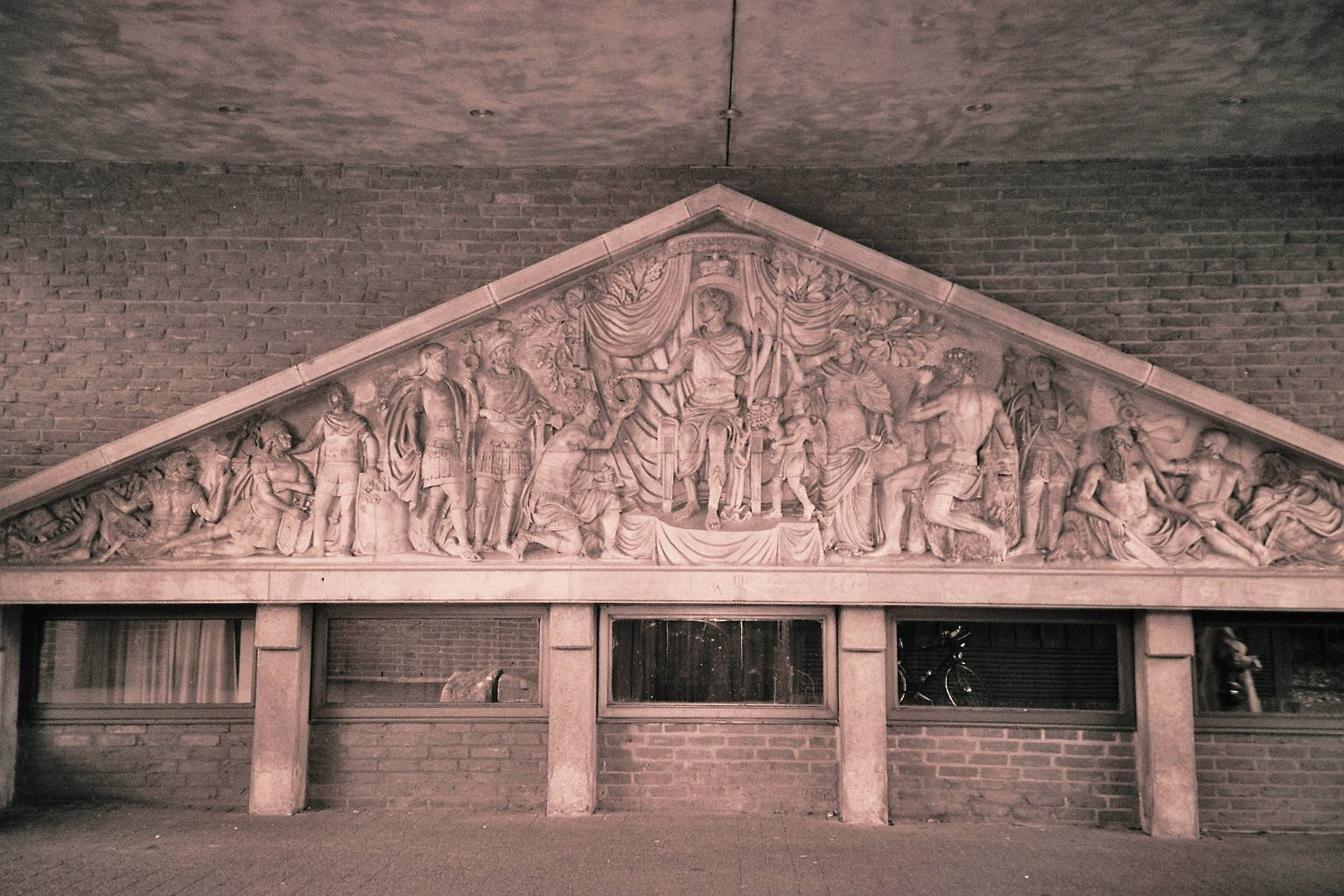
Klever-Tor-Fries

Das Klever Tor oder Clever Tor war von 1700 bis 1891 ein Stadttor von Wesel am Niederrhein. Es lag in unmittelbarer Nähe des heutigen Rathauses, welches die Anschrift Klever-Tor-Platz 1 hat. Der erhalten gebliebene Fries des Tores ist wenige Meter vom historischen Standort entfernt aufgestellt.

## Geschichte
Das Klever Tor entstand im Jahr 1700 und ersetzte das zuvor abgerissene Steintor, welches am Ende des 14. Jahrhunderts als Teil der Stadtbefestigung errichtet worden war. Das neu gebaute und nach der niederrheinischen Stadt Kleve benannte Stadttor besaß drei Durchgänge und im Giebel ein Relief bzw. Fries mit einer Darstellung Friedrichs III. Der Schöpfer dieses ebenfalls 1700 fertiggestellten Kunstwerks ist unbekannt, der Auftraggeber war der im Gemälde dargestellte König Friedrich III. Der Giebel mit dem Fries befand sich in einer Höhe von acht Metern. Im 18. Jahrhundert dienten die Stadttore zur Bezeichnung der davor liegenden und zur Stadt gehörenden Siedlungen. Mit „vor dem Klever Tor“ wurde ein Teil der heutigen Feldmark bezeichnet. Wesel war zu im 18. und 19. Jahrhundert eine Festungsstadt unter preußischer Herrschaft, was sich erst mit einem Entfestigungsprozess ab 1886 änderte. Im Jahr 1889 begann in diesem Zusammenhang der Abriss der Stadttore, wovon nur das Berliner Tor ausgenommen war. Das Klever Tor wurde 1891 abgerissen, allerdings wurden der zur Stadtseite hingewandte Giebelfries und drei markante Bogenschlusssteine erhalten.
Das Gelände um das Klever Tor wurde auch nach der Entfestigung militärisch genutzt. Als Teil einer 1897 fertiggestellten Kaserne entstand an der heutigen Fluthgrafstraße als Eingangsgebäude ein Wachgebäude, an dem der Fries des ehemaligen Stadttors angebracht wurde. Als einziges Kasernengebäude in Wesel überstand das Wachhaus den Zweiten Weltkrieg ohne schwere Schäden. Es blieb zunächst an seiner Stelle, wurde mit der Zeit jedoch zunehmend baufällig und wurde 1961 während der Errichtung eines angrenzenden Schulzentrums abgerissen. Der Fries und die drei Steine aus dem 1700 gebauten Tor wurden jedoch erhalten und eingelagert. Dabei wurde eine Zinkkassette mit Dokumenten und Gegenständen der Erbauer entdeckt. 1975 wurde der fast vollständig erhaltene und lediglich zu einem kleinen Teil rekonstruierte Fries wieder aufgestellt. Zunächst war ein Standort zum Kornmarkt hin geplant, letztlich wurde der Fries jedoch etwas weiter nördlich in einem Durchgang zwischen dem Rathaus und der Fluthgrafstraße aufgestellt. Dort steht es von Stützpfeilern getragen über dem Boden und ist nur wenige Meter vom historischen Standort des Klever Tors entfernt.